# Chinees Taipei
Chinees Taipei is de naam die Taiwan, formeel de Republiek China, gebruikt wanneer het deelneemt aan bepaalde internationale organisaties en bijna alle internationale sportevenementen. Taipei is de hoofdstad van Taiwan.
In de jaren 70 verkoos de Volksrepubliek de benaming "Taiwan, China", daar waar de Republiek de voorkeur gaf aan "Republiek China". Beide benamingen waren onaanvaardbaar voor de andere partij. De Republiek eist immers geheel China op, en niet alleen Taiwan; voor de Volksrepubliek bestaat de Republiek echter sinds 1949 niet meer. De verwijzing naar Taipei is daarbij neutraal. De verwijzing naar China is ook niet problematisch, want beide entiteiten zien zichzelf als de enige legitieme vertegenwoordiger van geheel China. Taiwanezen die ijveren voor Taiwanese onafhankelijkheid maken soms wel bezwaar tegen de benaming Chinees Taipei.
In het Chinees schrijft men Zhōnghuá Táibĕi (中華台北), maar in de Volksrepubliek China gebruikt men liever Zhōngguó Táibĕi (中国台北; letterlijk Taipei, China) om zo aan te geven dat het nog altijd de baas is over Taiwan. De Volksrepubliek gebruikte Zhōngguó Táibĕi bijvoorbeeld zo vaak mogelijk tijdens APEC 2001 in Shanghai. De regering van Taiwan is van mening dat deze benaming denigrerend is en meent dat deze naam Taiwan op gelijke voet zou zetten met Hongkong en Macau.
In november 1979 accepteerde het Internationaal Olympisch Comité en later alle andere internationale sportbonden het Nationaal Olympisch Comité van Taiwan als het Nationaal Olympisch Comité van Chinees Taipei. Vanaf dat moment zou ieder sportteam of individuele sporter uit Taiwan uitkomen voor Chinees Taipei. Vervolgens werd de Olympische vlag van Chinees Taipei in gebruik genomen tijdens de Olympische Zomerspelen 1984. De vlag werd eveneens gebruikt in alle andere takken van sport waarin Chinees Taipei zou uitkomen, behalve bij voetbal. Varianten op de vlag worden gebruikt bij andere internationale sportevenementen.

De vlag van de Republiek China, die niet gevoerd mag worden
De Olympische vlag van Chinees Taipei, met dezelfde zon als in het kanton van de gewone vlag
Vlag van Chinees Taipei op de Paralympische Spelen
Vlag van Chinees Taipei op de Deaflympische Spelen
Vlag van Chinees Taipei op de Universiade
Vlag van Chinees Taipei bij de FIFA